# 風魔
風魔（かざま／ふうま）、風摩／風广は、三浦浄心の『北条五代記』において、北条氏直に扶持され、天正9年（1581年）の「黄瀬川の戦い」で敵方の武田の陣に夜討ちをする集団を率いた乱波として紹介されている人物。後北条氏の発給文書などに名前のみえる「風間出羽守」や、『関八州古戦録』などに名前のみえる「風間孫右衛門」はそのモデルとみられている。
また同著者の『見聞集』には、江戸時代初期に向崎甚内が関東各地の盗賊の首領を「風魔の一類らっぱの子孫ども」だと告発して江戸町奉行所による「盗人狩」が行われ、盗賊は根絶やしにされたが、後で向崎甚内も「大盗人」として処刑された、との逸話がある。
『鎌倉管領九代記』に登場する風間小太郎とは別人。派生して物語に登場する人物として風魔小太郎は著名。

## 伝説
三浦浄心が著した寛永18年（1641年）刊の『北条五代記』によると、天正9年（1581年）の秋に北条氏直が黄瀬川をはさんで武田勝頼・信勝父子と対陣したとき、風广と「四頭」に率いられた山賊、海賊、強盗、窃盗の「四盗」、合計200人から成る一党は、夜々に黄瀬川を渡って敵陣を襲い、人を生け捕りにし、繋ぎ馬の綱を切ってその馬に乗り、更にあちこちに放火し、四方八方に紛れ込んで、勝ち鬨をあげるので、敵方はさんざん動揺した。頭目の風广について、武田軍の兵士は「身の丈7尺2寸（約218cm）、筋骨荒々しくむらこぶあり、眼口ひろく逆け黒ひげ、牙四つ外に現れ、頭は福禄寿に似て鼻高し」という、異様な風貌をしていると噂したという。
『北条五代記』には、後北条氏滅亡後、風广の噂や乱波の名前は関東から消え失せた、とあるが、同じ三浦浄心の著書『見聞集』には、後北条氏滅亡後、向崎甚内が「関東各地に千人も二千人もいる盗賊の首領はみな昔有名だったいたづら者、風广が一類・らっぱの子孫どもです。自分は居場所を知っているのでご案内しましょう」と訴え出て、江戸町奉行所による「盗人狩」が行われ、「盗人」が根絶やしにされたという逸話を載せている。同書によると、後に向崎甚内も「大盗人」であることがわかり、慶長18年（1613年）に浅草原で処刑された。
『北条五代記』や『見聞集』の作中では、風魔の出自や根拠地などは明らかにされていない。

### 表記・読み
三浦浄心の著書－『北条五代記』寛永版・万治版および『見聞集』－における表記は「風广」で、「广」は浄心の著書の中で「天广」「須广」「薩广」「達广」など「まだれ」の漢字全般の略字として用いられている。読みは『北条五代記』に振仮名「かざま」とあり、『見聞集』には振仮名がない。
明治期以降の翻刻刊行の際に、漢字表記は「風广」「風魔」「風摩」にわかれており、振仮名は全般に脱落している（下表）。
| 書名                                  | 表記 | 振仮名   |
| ------------------------------------- | ---- | -------- |
| 1900年『改定史籍集覧 第5冊』（北）    | 風摩 | （なし） |
| 1901年『改定史籍集覧 第10冊』（見）   | 風广 | （なし） |
| 1906年『古事類苑 兵事部8 間諜』（北） | 風魔 | （なし） |
| 1912年『雑史集 全』（見）             | 風魔 | （なし） |
| 1916年『江戸叢書 巻の2』（見）        | 風广 | （なし） |

## モデル

### 岩槻・越谷周辺に残る足跡
後北条氏の発給文書に、『北条五代記』の風魔のモデルと思しき「風間」の人名がみえることは、文政13年（1830年）の『新編武蔵風土記稿』の中に指摘があり、その後、関連する文書が何件か見つかっていて、中でも「風間出羽守」の人名がみえるものが1件あることが知られている。
元亀3年（1572年）5月7日付けで、後北条氏（笠原藤左衛門尉）は、岩井弥右衛門尉らに、風間の受け入れの準備をさせるよう指示した。
| 風間来七月迄六ヶ村被為置候間、宿以下之事、無相違可申付候、万一対知行分、聊も狼籍致ニ付而者、風間ニ一端相断、不致承引者、則書付者、小田原へ可捧候、明鏡ニ可被仰付候、馬之草・薪取儀をは、無相違可為致之者也、仍如件、 （虎朱印）壬申（元亀3年・1572）五月七日 笠原藤左衛門尉奉 岩井弥右衛門尉殿 中村宮内丞殿 足立又三郎殿 浜野将監殿 立川藤左衛門尉殿 |
| 風間来たる七月まで六ヶ村へ置きなされ候間、宿以下の事、相違無く申し付くべく候。万一知行分に対し、聊も狼籍致すに付ては、風間に一端相断し（or 相断わり）、承引致さざれば、則ち書付をば、小田原へ捧ぐべく候。明鏡に仰せ付けらるべく候。馬の草・薪取りの儀をば、相違無く致さすべきものなり。仍って件の如し。 （以下略） （注） 相断（談）：そうだん：相談 承引：しょういん：承諾（する） 書付：かきつけ：誰の物か、または、誰に属する物かを記した張紙、または書きつけ 明鏡に：めいけいに・めいきょうに：（めいけい）明らかで純粋なもの。方正で純真な人（めいきょう）澄んだ鏡。道理に任せてひいきなく 件：くだん：以前のこと、または、上に述べたこと |
| 風間が来たる7月まで六ヶ村に配置されることになりましたので、宿以下のことを、間違いないように指示してください。万が一、知行分に対して少しでも狼藉に及ぶことがありましたら、まず風間に相談して、承諾しない場合には、書き付けを小田原へ提出するようにしてください。公平に指示を下されるでしょう。馬草や薪を調達させることが、間違いなくできるようにしてください。以上 （以下省略） |

- 『新編武蔵風土記稿』によると、この文書は、武蔵国多摩郡小宮領檜原村の旧家・百姓（吉野）軍次の家伝文書2通のうちの1つで、その先祖は後北条氏の配下で、天正元年（1573年）に没した吉野対馬守盛光といい、その子・九郎右衛門以降も代々「対馬守」を名乗り、軍次は13代目とされている。
  - 「吉野対馬守」の受領は、青梅の師岡村の里正となって慶長16年（1611年）に新町村を起村したことで知られる吉野織部之助正清家の家系図にも先祖の名としても見え（ただし諱は「正方」とある）、吉野正清は、忍城主の成田氏に仕えていたが、後北条氏滅亡の後、師岡村へ来て帰農したとされており、『成田分限帳』には他にも成田氏に仕えていた吉野氏の人物の名がみえる。

- 笠原藤左衛門尉：北条氏政の宿老として、永禄10年（1568）から天正5年（1577）頃、領域担当の奉行として北条家当主から岩付領への取次ぎを担当していた笠原康明とみられている。
  - 黒田基樹は、笠原が奉者となっていることから、文書は武蔵岩付領（さいたま市周辺）に宛てたもので、宛名にみえる岩井氏ら5人は岩付衆、と推測している。

- 岩井弥右衛門尉：自序により天保11年（1840年）頃成立の、越谷宿大沢町の名主・江沢昭融が著した地誌『大沢町古馬筥』に、以前、新方領向畑村（越谷市向畑）にあった陣屋の陣屋守で、後に修験となって同村の花向院の住職をしていた人の名としてみえる。天保に近い頃まで子孫の縁者が残っていたが、嫡家は没落しており、天保当時、向畑村字陣屋の百姓・初右衛門の家に伝説的な人物「新方三郎」の肖像画として伝えられてた掛け軸は、実際には岩井弥右衛門の肖像画で、また文化の頃まで花向院には岩井弥右衛門所持の短刀が伝えられていた、とされている。

- 中村宮内丞：未詳

- 足立又三郎：未詳

- 浜野将監：未詳。

『埼玉苗字辞典』によれば、「浜野」は武蔵国では利根川流域に多くある姓。永禄3年（1560年）の『関東幕注文』に岩付衆として「浜野修理亮」の名がみえ、また『武家雲箋』所収文書に永禄12年（1569年）の春日摂津守配下の奉行として、永禄年間（1558年 - 1570年）の「高麗文書」に太田資正やその子・梶原景政に従った人物として「浜野弥六郎」の名がみえる。
『越谷市史』には、天正18年（1590年）の徳川家康の関東入国の後、新方領増林村（越谷市増林）に建てられた仮御殿の御殿番をしていたという浜野藤右衛門の子孫の由緒書を載せている。
また『岩槻市史料 13 民俗調査報告書2』によると、1982年当時、後出の、始祖が風間出羽守の子という雨宮弥太夫家のあった岩槻・黒谷の約半数は「浜野」姓で、屋号「アブラヤ」で村内の薬師堂を創建した浜野家は、古くから屋号「ケイッカ」から分れた屋号「シモノカタヤ」の雨宮家と交流があった。
- 立川藤左衛門尉：天正元年（1573年）に後北条氏が与野（さいたま市中央区）の立石甚左衛門と百姓中に宛てた印判状に納税先としてその名がみえ、天正5年（1577年）7月13日付の「岩付諸奉行但今度之陣一廻之定」に、小籏奉行・篝奉行として名前がみえる。天文14年（1545年）に扇谷上杉氏が北条氏康に滅ぼされた後、後北条氏の家臣団に繰り入れられた立川氏の一族の中から、岩付へ配置された人物とみられている。

元亀4年（1573年）12月10日、後北条氏（評定衆・勘解由左衛門尉康保）は、（武蔵国の）「すな原」の百姓達からの訴えを受けて、以後、風間を「すな原」に在宿させないとする裁許朱印状を与えた。
| 風間在所被仰付間、すな原ニ者有之間敷被思召処、于今致在宿候哉、百姓迷惑之段申処、無余儀候間、向後風間置事無用候旨、被仰出者也、仍如件、 （虎朱印）元亀4年癸酉（1573年）十二月十日 評定衆 勘解由左衛門尉 康保（花押） すな原百姓中 |
| 風間の在所仰せ付けらるる間、すな原にはこれ有まじく思し召さるる処、今に在宿致し候や、百姓迷惑の段申す処、余儀無く候間、向後風間置く事無用に候旨、仰せ出さるるものなり。仍って件の如し。 （以下省略） （注） 迷惑：めいわく：苦悩、心を痛めること。現代語のような、他人からかけられた精神的・物質的損害よりも、精神的・肉体的に困惑し、どうしてよいかわからないような本人の苦悩の状態を表わす。 余儀ない：よぎない：のがれられない（こと） 向後：きょうこう：これから先、以後 置く：おく：置く、残して置く、放置する 仰せ出さるる：おおせいださるる：命ずる、言う |
| 風間の在所を命じられ、すな原には有るべきではないとお考えのところ、今まで在宿致しましたので、百姓が困惑しているとのお話を頂き、やむを得ませんので、今後は風間を置かないことに致します旨を、指示されました。以上 （以下省略） |

- 『新編武蔵風土記稿』によると、この文書は、武蔵国足立郡鴻巣領鴻巣宿の旧家・（小池）三太夫の家に伝わった。小池氏の先祖は、もと畠山尾張守政長幕下の紀州日高郡小池の領主だったが、先祖・小池主計助が北条早雲に仕えて小田原へ移住し、その子・小池長門守が岩槻市宿に居住、功労があって鴻巣領の原地に砦を築き、天文20年（1551年）9月1日に岩槻市宿から移住して、「市宿新田」と名付けた、と伝わる。
- 「すな原」は文書が鴻巣宿の小池氏の家に伝わったことから、『岩槻市史』、『鴻巣市史』、下山『後北条氏家臣団人名辞典』 などは鴻巣市内の地名と推測しているが、黒田基樹「風間出羽守のこと」は「岩付領砂原村（越谷市）」に比定している。

- 『新編武蔵国風土記稿』によると、埼玉郡の「砂原村」は向川辺領（加須市）と越谷領（越谷市）にある。

### 湯田砦の戦い
『関八州古戦録』巻10「多賀谷政経乗捕湯田砦事」には、関宿城落城の翌年・甲戌（天正2年・1574年）の秋、猿島領が後北条氏の持分となったため、北条氏政が伊勢備中守貞連に命じて湯田村（坂東市弓田）に砦を築かせ、飯沼の対岸にあった天満天神の社を焼き払って城を築き、風間孫兵衛（または孫右衛門）と石塚藤兵衛に軽卒300人を付けて守らせた。これは多賀谷政経の領地を押さえ、敵方の隙をついて襲撃するためだった、との記事がある。
- 「風間」の通称には写本によって揺れがあり、『改定史籍集覧』翻刻[36]（底本：東京国立博物館本）は「風間孫兵衛（右衛門イ）」、『戦国史料叢書』翻刻[37]（底本：静嘉堂文庫蔵本）は「孫左衛門」としている。影印では、東京大学史料編纂所蔵本[38]は「孫左（または右）ヱ門」、国立公文書館蔵本[39]は「孫右衛門」。
- 石塚藤兵衛：『水海道市史』[40]によると、花島（水海道）の石塚左京家と、その分流で五家（水海道）の石塚彦三郎将監は、弘治2年（1556年）の海老島合戦で結城勢・多賀谷政経に与して小田氏の海老島城（真壁郡大村）を攻撃し、石下の領知を与えられた。『石塚左京家系図』[41]には、永禄9年（1566）5月に没した「石塚藤七郎義久」の名がみえる（「藤兵衛」はみえない）。また『関八州古戦録』や『多賀谷記』『多賀谷氏由緒書』（後出）などは、「湯田砦の戦い」のとき、石塚氏は多賀谷氏方ではなく、北条氏方についたとしている。

同書によると、多賀谷政経・重経父子は、岡田原（常総市岡田）へ打ち出して湯田の城兵を花島（茨城県常総市花島町）へ誘い出し、鬼怒川の下流から兵を回して退路を断ち、古間木（茨城県常総市）の城主・渡辺周防守が仁連村（茨城県古河市）を越えて湯田砦を焼き討ちにして大勝し、後北条氏の軍勢は関宿城へ退却して、多賀谷氏が下猿島を占領し、大生郷天満宮を再建した、という。
類似の記事は、『関八州古戦録』以前に成立した下妻・多賀谷氏に関する諸記録にもみえる。
- 秋田藩の修史事業のため元禄11年（1698年）頃提出されたとみられている[42]『多賀谷氏由緒書』[43]およびこれに類する『多賀谷家譜』[44]や『多賀谷旧記』[45]は、北条氏は、天神宮（天神社）を焼かせて「本城」として300騎（1,300騎イ）を籠もらせ、「石塚・風間」を将として下妻を伺っていた、としている。

- 著者・成立時期不明で、跋により寛政5癸丑年（1793年）に真壁郡倉持村の神主・倉持伊勢治僮が写したとされている『多賀谷記』[46]は、後北条氏は飯沼天神の社を焼き払って築いた城を「石塚風閑」に守らせた、としている（「風間」の名はみえない）。

自序により元禄2年（1689年）成立の『（常陽下妻香取宮）円福寺記録多賀谷譜』の多賀谷政経の伝によると、北条氏が下総国猿島郡湯田村に砦を構えたのは（天正2年・1574年ではなく）天正3年（1575年）であり、向城とされた天神城に籠ったのは「風間」が率いる300騎のみで、「石塚」は多賀谷重経方の渡辺周防守とともに湯田砦を襲撃する飯沼の郷士とされている。
また同書の多賀谷重経の伝によると、政経の死後、天正4年（1576）6月に北条氏政が常総に発向して湯田から飯田（沼カ）を渡って天神城に籠り、下妻を攻めようとしたため、多賀谷重経は佐竹義重に救援を求め、援軍に来た佐竹義昌と湯田砦を攻め、損害を与えたが、北条方の天神城は堅く守り、その後、湯田砦を修復して同5年（1577年）以降も結城氏と通じて下妻を窺い、佐竹・多賀谷方の小田城や谷田部城を攻撃した、とされている（多賀谷政経・重経父子が北条氏に戦勝して下猿島を回復したとする「湯田砦の戦い」の存在を否定する内容になっている）。北条軍が飯沼・湯田の両城から撤退したのは天正8年（1580年）12月のことで、多賀谷氏が下猿島郡を領有したのは、天正9年（1581年）の正月とされている。
- 『円福寺記録多賀谷譜』は、序によると、政経の伝の半分より前はもともと円福寺が所蔵していた家譜によっており、政経の伝の半分より後は、円福寺の僧が記した日記類に基づき、年代に関しては『王代一覧』『鎌倉九代記』『北条五代記』なども参照して校正したとされている。また「羽州秋田陪臣多賀谷左兵衛家頼多賀谷八右衛門之記」（『多賀谷記』ヵ）を含む多賀谷氏関連の古文書類・覚書・手記、他の寺社の記録なども参照し、典拠を注記して記述が補われている。

### 再び越谷・岩槻周辺
天正5年（1577年）2月、北条氏（評定衆・下総守康信）は、内田孫四郎に、同人に対する「風間同心渡辺新三」の訴えを却下した旨を伝えた。
| 内田孫四郎二騎之知行を拘置、一騎之致走廻由、風間同心渡辺新三雖捧訴状、糺明之上、御前帳之矢数、孫四郎拘置処、無相違候、新三申処無之候、依仰状如件、 （虎朱印）天正五年〔丁丑〕二月十一日 評定衆〔下総守〕康信（花押） 内田孫四郎殿 |
| 内田孫四郎、二騎の知行を拘え置き、一騎の致走を廻らす由、風間の同心・渡辺新三、訴状を捧ぐといえども、糺明の上、御前帳の矢数、孫四郎の拘え置く処、相違無く候。新三の申す処、これ無く候。依って仰せの状、件の如し。 （以下省略） （注） 知行：ちぎょう：領地 拘（抱）え置く：かかえおく：ある人を扶養して、自分の奉公人として雇い入れる 致（馳）走：ちそう：世話をし、手厚くもてなすこと 廻らす：めぐらす：円く回らせる、回転させる／比喩（籌を運らす）策略を仕組む、何か物事を熟考する／（腸を廻らす）非常に腹を立てる、ひどく悲しむ（文書語）／（智恵を廻らす）思慮分別をもって熟考する、思案する 同心：どうしん：賛成（する） 糺明：きゅうめい：裁判、審問。審判する、取り調べる 御前帳：ごぜんちょう：「御前」は「貴人の前」 。家臣の軍役を記した帳簿 |
| 内田孫四郎が2騎分の知行を抱え置き、1騎分の世話をしている旨、風間の同心・渡辺新三が訴状を提出しましたが、調査した結果、御前帳の矢数と孫四郎が抱え置く分には間違いございませんでした。新三が申したようなことはございませんでした。よって以上の通りお伝えします。 （以下省略） |

- 内田孫四郎は、天正元年（1573年）2月に関宿の合戦で戦功があったとして北条氏直の感状を受け、天正2年（1574年）7月に(北条)氏好から太田美濃守（資正）時代からの「すな原」の「打明」の領有を引き続き認められていた[58]。
- 風間（の軍勢）が1572年-1573年頃、「すな原」に配置され、在宿していたことは上の2件の文書に見える。
- 後出の「万代記録帳」にみえる風間出羽守の子・雨宮主水正の子・弥太夫の妻・雲信女（1684年没）は、新方領恩間村（越谷市恩間、『新編武蔵風土記稿』には「岩槻領忍間村」としてみえる[59]）の渡辺氏から嫁いでいる[60]。
  - 恩間村渡辺氏については、『越谷市史』[61] や『大竹の歩み』（抄本）[62] に家譜を載せているが、自序によると、中世の系譜は正保年間（1644年-1648年）の火災で焼失したため、後年、他の渡辺氏の系図を参照して書き継いだといい、「新三」名はみえない[63]。

天正9年（1581年）以降、北条氏政が、この頃、岩槻城主だった十郎（氏房）に、夜間の備えの重要性を説き、かねてから準備を整えておくよう指示したと推定されている書状の中に、「風間処」に加勢することが重要だとの言及がある。
| 今日之構肝悪（要カ）之処侯、然者、夜中之仕置極候、兼而不申付儀者、俄ニ成かたく候、日中さへ厳敷候事者あわたゝしく候、いわんや夜中之儀者、兼而之仕置専一候條、風間処江堅加勢専一候、第一かきを一里計可被申付侯、又かゝりニ極候、夜中くら（暗）く候まゝ堅可被申付候、返々夜分の用心専一ニ候、大かたニ覚悟ニ而ハ口惜候、又煩ハ如何、くわしくきゝ（聞）度候、 十郎殿へ |
| 今日の構えは肝悪（要カ）の処に侯。然らば、夜中の仕置を極め（or 仕置きに極まり）候。兼ねて申し付けざる儀は、俄かに成りがたく候。日中さへ厳しく候事は、あわたゞしく候。いわんや夜中の儀は、兼ねての仕置専一に候條、風間の処へ堅く加勢専一に候。第一にかきを一里ばかり申し付けらるべく侯。又かゝりに極め（or 極まり）候。夜中くら（暗）く候まゝ、堅く申し付けらるべく候。返す々ゝ夜分の用心専一に候。大かたに覚悟にては口惜しく候。又煩いは如何、くわしくきゝ（聞）たく候。 十郎殿へ （注） 構え：かまえ：囲い、防壁、または設備 肝要（用）：かんよう：「専一」と同じ。必要で大切なこと 仕置：しをき：（仕置をする）征服した国や土地に砦を造っておく、守備兵をおく 極まる・極める：きわまる・きわめる：（きわまる）すっかり決定してしまう、落着する。または究極の状態になる。（きわめる）ある事を究極のところまでする。 厳しい：きびしい：苛酷な、厳格な。（用心を厳しうする）非常に厳重に警戒する あわたゝしい：何事かをなすのに、気がせいて、さっさとすませようとしたり、取り乱したりしている 専一：せんいち：必須なこと、用件の基づくところ かき：垣：柴や木などの垣 かき：鍵、鉤：鍵、木や鉄で作った鉤 かゝり：ある人が自分の職務として管轄している地域 かゝり：篝（かがり）：夜、街路その他の場所で警固のために焚く火。（後略） 大かたに：をうかたに：大部分、（大方、大方の）中位の、普通の。（これ大方の事ではない）これはありふれた出来事でもなければ、普通の事でもない 口惜しい：くちをしい：残念で悔やまれる、腹立たしく思われる 煩い：わずらい：病気。骨折りと辛労 |
| 今日の防御陣は大事なところです。さてそこで、夜間の防備を決めました（or 防備に尽きます）。兼ねてから指示していない事は、急にはできないものです。昼間でも、厳重に行うことは取り乱してしまうものです。まして夜間のことは、兼ねてからの準備が重要ですから、風間のところへしっかり加勢することが重要です。第一に垣を1里（約4km）ほど指示されるべきです。また篝に決めました（or 篝に尽きます）。夜間暗くなっているままに（？）しっかりと指示されるべきです。くれぐれも、夜分の用心が重要です。通り一遍の覚悟では、不満に思います。また病気はいかがですか。詳しく聞きたいです。 十郎殿へ |

### 若御子対陣
（推定天正10年・1582年、本能寺の変後の8-10月にかけて、後北条氏と徳川氏が上・甲・信・駿地方の領有を巡って争った若御子対陣 のとき、）9月13日付で、北条氏政は風間出羽守に「大手陣」（氏直の軍勢）の信州における戦況の有利を伝え、当方と示し合わせて攻勢に出るよう指示した。
| 注進状之趣、何も心地好候、為致絵図見届候、然者大手陣弥吉事連続、於信州遠州之境、山家三方衆千余人討捕、信州者無残所候、当口へも定使可見届候、毎日人衆打着候間、能々首尾を合、可打出候、無二此時可走廻候、謹言、 （天正10年・1582年）九月十三日 氏政（花押） 風間出羽守殿 |
| 注進状の趣き、いかにも心地好く候。絵図を致させ見届け候。然らば、大手陣はいよいよ吉事の連続、信州・遠州の境に於いて、山家三方衆千余人を討ち捕り、信州は残す所無く候。当口へも定使い見届くべく候。毎日人衆打ち着き候間、よくよく首尾を合せ、打ち出すべく候。無二此時、走り廻るべく候。謹言。 （以下省略） （注） 注進状：ちゅうしんじょう：「注進」は「陣中から主君に対して、戦争の経過とか、その他の事とかに関する情報を送ること」 心地好い：ここちよい：「心地」は「態度、あるいは、様子」 大手陣：おおてじん：「大手」は「城の正門」。氏直の軍勢のこと。この頃、甲州・若神子（北杜市須玉町）に在陣していた。 弥：いよいよ：ますます 定使：ぢゃぅづかい：伝言を伝えたり、用足しをしたりなどする特定の人 人（陣）衆：じんしゅ：兵士、または、陣営内にいる人々 打ち着（付）くる：うちつくる：釘などのものを打ちつける、壁に粘土をくっつけるなど、物を投げつけたり、ぶつけたりしてそれを付着させる 首尾：しゅび：頭と尾と。すなわち、始めと終わりと 走り廻る：はしりまわる・はしりめぐる：走って回る |
| 報告書の趣旨は、なるほど好いと思いました。絵図を描かせて確認いたしました。さてところで、大手陣はますます良いこと続きで、信州・遠州の境において山家三方衆千余人を討捕り、信州は余すところが無くなりました。我々の方面へも定使いが確認できるでしょう。毎日、味方の兵士が攻撃しているところですので、よくよくタイミングを合わせて出撃してください。今この時こそ、ご活躍ください。謹言 （以下省略） |

### 岩槻・黒谷の雨宮弥太夫家の先祖
2006年刊の茂木和平『埼玉苗字辞典』および下山治久『後北条氏家臣団人名辞典』 に、岩付城下・黒谷村（さいたま市岩槻区）の妙円寺の開基は、風間出羽守の嫡子・雨宮主水正、とあり、茂木は、「風間」は信濃国水内郡の式内社風間神社から起る在名で、本名が「雨宮」と推測し、黒谷村には、雨宮氏が5戸あり、風間氏は無い、と指摘している。『岩槻市史 通史編』 には、「妙円寺：曹洞宗：開基：風間出羽守嫡子・雨宮主水正。開山：真浄寺第三世雪庭祖林和尚」とある。
江戸時代に黒谷村の名主をしていた雨宮弥太夫家で安政2年（1855年）から書き継がれた「万代記録帳」（杉崎賢治家文書） 中の「清和天皇七代之孫源頼義公 当家世代控」によると、同家の始祖は、「風間出羽守嫡子雨宮主水正〔本国紀州清和源氏頼義18代之後 風間出羽守〕」である。雨宮主水正の没年は承応元年壬辰（1652年）で、その子（1689年没）から代々「弥太夫」を名乗ったとされている。
明治8年（1875年）に調査が行われた『武蔵国郡村誌』の黒谷村 妙円寺の項には、「正保の頃、村吏雨宮利之助の祖先・風間出羽守庶子雨宮主水、開基創建すと云」とあり、「利之助」の名は「万代記録帳」にもみえる。
「万代記録帳」には、別に、雨宮家が毎年正月と7月に岩槻太田の浄源寺と、黒谷村の妙円寺と遍照院に付け届けをしており、妙円寺については、先祖が開基だった旨がみえる。『岩槻市史料 13 民俗調査報告書2』所載の聞書によると、黒谷の雨宮氏一党の本寺は浄源寺で、妙円寺には墓のみがあったが、遍照院に墓を移した、とされている。
黒谷地区の雨宮姓には2系統あり、屋号「ホンケ」「トライチドン」の雨宮家には、4代前の継嗣が幼いうちに両親が死去したため、母方の実家のあった越谷市西新井で養われ、成長してから黒谷に戻り家を復活させたと伝えられていた。
別系統の屋号「ケイッカ」の雨宮家は、嫡子は岩槻へ移住しており、先祖は大坂城で財政の仕事をしていたが、大坂落城のとき、松ブシのミンブサマと一緒に落ち延びてきた、と伝えられていた。松伏町の石川民部家の祖流については、河内石川氏とする説もあり、松伏町で2001-2002年頃、町史編纂のため聞き取り調査を実施した際にも、石川民部家始祖は大坂の陣の頃、関西から落ち延びてきた、との民間伝承が残っていた。
「万代記録帳」が伝わった杉崎家は、雨宮家の継嗣の姉の嫁ぎ先で、雨宮家の継嗣が幼い頃に両親が死去したため、その後見人となり、継嗣は成長した後に岩槻へ移住したため、雨宮家の跡を継いだ、とされている。

### 風間用水と風間圦
『武蔵国郡村誌』の下新井村の項に、同村の北方・飯塚村から南に流れて高曽根村・黒谷村の間に入る「風間堀」について言及がある。1984年当時は「風間用水」と呼ばれるようになっており、「飯塚から南下新井・黒谷・高曽根へと続く」とされている。
天明3年（1783年）の「飯塚村明細書上帳」には、元荒川から用水を引き入れるため、風間と風間新田の2箇所に圦（いり）を普請してある旨がみえ、風間の圦について飯塚・下新井・黒谷・高曽根・野島・孫十郎の6ヶ村、風間新田の圦について末田・飯塚の2ヶ村の組合とされている。

### 考証・評価
- 文政11年（1828年）の『新編武蔵風土記稿』は、「風間」の名が記された後北条氏の発給文書2点を収載し、うち1点に「文中に風間といへるは、小田原北条氏にかかへおける乱波なり、乱波とは忍びの者のことにて、あるひは透波とも云、風間はその首領にて、諸国を廻り軍事をたすけしものなり」と編注を付している[15]。
- 嘉永3年（1850年）刊の『武江年表』の天正18年（1590年）の記事に「天正の頃関東に乱波風間といへる強盗あり、党を結び陣中へも忍び入て盗をなす諸人恐れけるが今年より何れへか逃退て其噂絶たり〔北条五代記に出〕」とあるが、『武江年表補正略』を著した喜多村信節は、「乱破」は徒党の名称、「風魔」はその中の一人の名前だと補説している。[109]
- 万延元年（1860年）頃完成した和学講談所の『武家名目抄』において、『北条五代記』「関東の乱波智路の事」にみえる乱波は、常に「忍（しのび）」を役する一種の「賎人」で、野武士・強盗などの中から扶持され、戦国大名は間者・かまり・夜討などに使うために彼等を養い置いた、と解釈されている[110]。
- 1926年に花見朔巳は、「らっぱ」とは、もともと身分が低く、情勢次第で主君を替える傭兵・野武士のような雑兵で、軽装で防備が手薄な敵方の陣所に物盗りに入り、火付けをするなどしていた「足軽」が、時代が下るにつれて部隊化されたもので、『北条五代記』の中では不分明な、斥候や偵察をする「忍びの者」とはやや異質な存在だったのではないか、と指摘した[111]。
- 1928年に三田村鳶魚は、『北条五代記』の風魔、『鎌倉管領九代記』の風間小太郎と『見聞集』の「風魔の一類らっぱの子孫共」を同じ「風摩の一類」だ、と解釈して、「らっぱ」すなわち怪しげな能力を持った「忍びの上手」の「風摩の一類」が、後北条氏の滅亡で食禄を失い、江戸に上って盗賊（泥坊）になったと主張した[112]。
- 1928年に折口信夫は、三田村の「盗賊」的な見方を発展させ、らっぱを「サンカ」（山岳地帯に住む特殊な民族）が里に下りて街道筋を流浪するようになった存在だと主張した[113]。
- 2004年に下沢敦は、『北条五代記』「関東の乱波智路の事」の条に、乱波の言い換えである「二百人の悪盗」について『節用集』に「悪盗」が「悪党」の言い換えとされていることや、作中の「山賊・海賊・夜討・強盗」の列挙が『御成敗式目』第3条の罪科の列挙と共通していることから、乱波を悪党（極悪で凶悪な盗人の集団）と解釈し、戦国大名家が傭兵として悪党集団を召し抱え、足軽部隊を先導させるなどして、現代の斥候のような索敵・偵察任務や、夜討ちに代表される夜間奇襲攻撃のような特殊任務に使役した、と解釈した[114]。

また下沢は、『北条五代記』「関東の乱波智路の事」の後半の「立すぐり・居すぐり」の逸話が『太平記』巻第34「平石の城軍の事付けたり和田夜討の事」の記事にみえることを指摘し、同話が三浦浄心による再話である可能性を指摘しつつも、身分の低い、社会の最底辺にあるような人々が悪党集団を構成し、中世の古風な悪党の智略をそのまま踏襲していた、と解釈している。
- 2006年の下山治久『後北条氏家臣団人名辞典』は、「風間」の名が見える後北条氏の発給文書5点と黒谷村の妙円寺開基・雨宮主水正の先祖・風間出羽守の伝を紹介した上で、「風間」を「ふうま」と読み、「風間」と「風間出羽守」を「北条氏に仕えた忍者の棟梁」と解釈している[5]。
- 2013年に黒田基樹は、下山『後北条氏家臣団人名辞典』に挙げられている史料のうち、黒谷村の妙円寺開基・雨宮主水正の先祖・風間出羽守の伝を除く5点と、別人と目される「風間」の人名が見える後北条氏の発給文書1点の存在を指摘し、風間は史料中で、軍事最前線に配備され、軍事活動を担う存在とされている、とし、推定天正9年以降の北条氏政の十郎あて書状で風間が敵の夜懸への警戒にあたっていることもあわせて、特殊な軍事活動を多く行う存在であったことが伺われ、それが江戸時代に「忍者風魔小太郎」を生み出した、と推測している[6]。
- 2020年の平山優『戦国の忍び』は、「風魔の実像を検討した唯一の研究」[115] として黒田の論考を挙げ、他の先行研究の存在を否定した上で、天正9年以降に北条氏政が氏房にあてて書いたと推定されている文書の中にみえる「かき」は「嗅ぎ」（嗅物聞、偵察の忍び）で、風間が「嗅ぎ」をするよう命じられたと解釈し、実在した風間は、後北条氏にとって重要な戦場の最前線に派遣、配置されており、かなりの規模の軍勢を率いていたが、その軍勢は素行が悪く、味方の村々からも悪評紛々であった、として、『北条五代記』などが「明記」する「風魔一党は悪党出身のアウトロー集団であった」という記述とほぼ一致する、と解釈している[116]。